# Oak Grove (Oklahoma)
Oak Grove – miasto w Stanach Zjednoczonych, w stanie Oklahoma, w hrabstwie Pawnee.